# Яновский (станция)
Яновский (остановочный пункт) — остановочный пункт на железнодорожной линии Смоленск — Рославль. Расположен в 0,5 км от деревень Яново и Муравщина Починковского района Смоленской области.

## Пригородные поезда[2]
| № поезда  | Маршрут            | № поезда  | Маршрут            |
| --------- | ------------------ | --------- | ------------------ |
| 6332/6334 | Починок — Смоленск | 6366/6368 | Смоленск — Починок |